# Fladnitz im Raabtal
Fladnitz im Raabtal là một đô thị thuộc huyện Feldbach trong bang Steiermark, nước Áo. Đô thị Fladnitz im Raabtal có diện tích 6,32 km², dân số cuối năm 2005 là 310 người.